# Колесников, Константин Ильич
Константи́н Ильи́ч Коле́сников (21 мая 1908 — 12 мая 1937) — лётчик-доброволец, участник гражданской войны в Испании 1936—1939 годов в должности командира эскадрильи истребителей И-16, капитан. Герой Советского Союза (1937, посмертно).

## Биография
Колесников Константин Ильич родился 21 мая 1908 году в селе Воронеж Харьковской губернии Российской империи, ныне посёлок городского типа Шосткинского района Сумской области Украины, в семье железнодорожника. Член ВКП(б) с 1931 года. Окончил школу ФЗУ в Брянске. Работал слесарем в железнодорожном депо станции Брянск.
В Красной Армии с 1927 года. В 1928 году окончил Ленинградскую военно-теоретическую школу Военно-Воздушных Сил, а в 1930 году — Борисоглебскую военную школу лётчиков.
В 1935 году избран членом ЦИК СССР.
Участник национально-революционной войны в Испании с ноября 1936 года по 12 мая 1937 года.
Был командиром отряда, а затем командовал эскадрильей истребителей И-16. Сбил 4 самолёта лично и 3 в группе.
Погиб в авиационной катастрофе 12 мая 1937 года.

## Награды
- Медаль «Золотая Звезда» Героя Советского Союза.
- Орден Ленина.
- Орден Красного Знамени.